# Special Olympics Italien
Special Olympics Italien (englisch: Special Olympics Italy) ist der italienische Verband von Special Olympics International. Sein Ziel ist die Förderung von Sport für Menschen mit geistiger Beeinträchtigung und die Sensibilisierung der Gesellschaft für diese Mitmenschen. Außerdem betreut er die italienischen Athletinnen und Athleten bei den Special Olympics Wettkämpfen.

## Geschichte
Special Olympics Italien wurde 1983 mit Sitz in Rom gegründet.

## Aktivitäten
2019 waren 13.785 Athletinnen, Athleten und Unified Partner sowie 1624 Trainer bei Special Olympics Italien registriert.
Der Verband nahm 2019 an den Programmen Law Enforcement Torch Run (LETR), Athlete Leadership, Family Support Network (FSN), Young Athletes, Motor Activities Training Program (MATP), Healthy Communities, Unified Schools, Unified Champion Schools und Unified teil, die von Special Olympics International ins Leben gerufen worden waren.

### Sportarten
Folgende Sportarten wurden 2020 vom Verband angeboten:
- Badminton (Special Olympics)
- Basketball (Special Olympics)
- Boccia (Special Olympics)
- Bowling (Special Olympics)
- Freiwasserschwimmen
- Fußball (Special Olympics)
- Golf (Special Olympics)
- Kanusport (Special Olympics)
- Leichtathletik (Special Olympics)
- Reiten (Special Olympics)
- Rugby
- Rhythmische Sportgymnastik (Special Olympics)
- Schneeschuhlaufen (Special Olympics)
- Segeln (Special Olympics)
- Ski Alpin (Special Olympics)
- Skilanglauf (Special Olympics)
- Schwimmen (Special Olympics)
- Snowboard (Special Olympics)
- Tennis (Special Olympics)
- Tischtennis (Special Olympics)
- Turnen (Special Olympics)
- Volleyball (Special Olympics)

### Teilnahme an Weltspielen vor 2020
(Quelle: )
• 2007 Special Olympics World Summer Games, Shanghai, China (89 Athletinnen und Athleten)
• 2009 Special Olympics World Winter Games, Boise, USA (28 Athletinnen und Athleten)
• 2011 Special Olympics World Summer Games, Athen (122 Athletinnen und Athleten)
• 2013 Special Olympics World Winter Games, PyeongChang, Südkorea (32 Athletinnen und Athleten)
• 2015 Special Olympics World Summer Games, Los Angeles, USA (84 Athletinnen und Athleten)
• 2017 Special Olympics World Winter Games, Graz-Schladming-Ramsau, Österreich (34 Athletinnen und Athleten)
• 2019 Special Olympics, World Summer Games, Abu Dhabi (114 Athletinnen und Athleten)

### Teilnahme an den Special Olympics World Summer Games 2023 in Berlin
Special Olympics Italien nahm an den Special Olympics World Summer Games 2023 teil. Die rund 150-köpfige Delegation wurde vor den Spielen im Rahmen des Host Town Program von Hannover betreut. Das Team gewann bei diesen Weltspielen 23 Gold-, 29 Silber- und 24 Bronzemedaillen.